# Anna van Cilli
Anna van Cilli (circa 1381 - Krakau, 21 mei 1416) was van 1402 tot aan haar dood koningin-gemalin van Polen en grootvorstin van Litouwen.

## Levensloop
Anna was het enige kind van graaf Willem van Cilli en diens echtgenote Anna, dochter van koning Casimir III van Polen.
Na de dood van zijn eerste echtgenote, koningin Hedwig van Polen, in 1399, huwde de Poolse koning Wladislaus II Jagiello op 29 januari 1402 met Anna, een nicht in de tweede graad van Hedwig. Op 25 februari 1403 werd ze in de Wawelkathedraal tot koningin van Polen gekroond. Uit het huwelijk werd enkel een dochter Hedwig (1408-1431) geboren.
Wladislaus had haar als bruid gekozen omdat ze afstamde van de Poolse koningen uit het huis Piasten en ze hierdoor aanspraak op de Poolse troon kon maken. Bovendien had Wladislaus nog geen mannelijke nakomelingen. Een geboorte van een zoon met bloed uit het huis Piasten zou volgens hem zijn positie en die van zijn dynastie in Polen versterken, om op die manier de aanspraken van de zijlinies van het huis Piasten op de Poolse troon te verzwakken. Tijdens het huwelijk van Anna en Wladislaus probeerde haar moeder in Polen meer invloed te verwerven om zo de positie van haar dochter te verstevigen.
Het huwelijk tussen Anna en Wladislaus leverde geen mannelijke troonopvolger op. In mei 1416 stierf de ernstig zieke Anna, waarna ze bijgezet werd in de Wawelkathedraal.
- Gemeinsame Normdatei: 1063217962
- International Standard Name Identifier: 0000 0004 4346 8826
- Library of Congress Control Number: n2018033881
- Nationale Bibliotheek van Polen: a0000002617580
- Virtual International Authority File: 41151776725418010199
- WorldCat: E39PBJxrRJqMCjBdFyr4jJHBfq